# كاثي لونش
كاثي لونش (بالإنجليزية: Kathy Lynch) هي دراجة نيوزيلندية، ولدت في 23 أبريل 1957 في هاويرا ‏ في نيوزيلندا.

## وصلات خارجية
- كاثي لونش على موقع إحصائيات الدراجات الإحترافية (الإنجليزية)
- كاثي لونش على موقع أوليمبيديا (الإنجليزية)
- كاثي لونش على موقع اتحاد ألعاب الكومنولث (مؤرشف) (الإنجليزية)